# Virgil von Salzburg

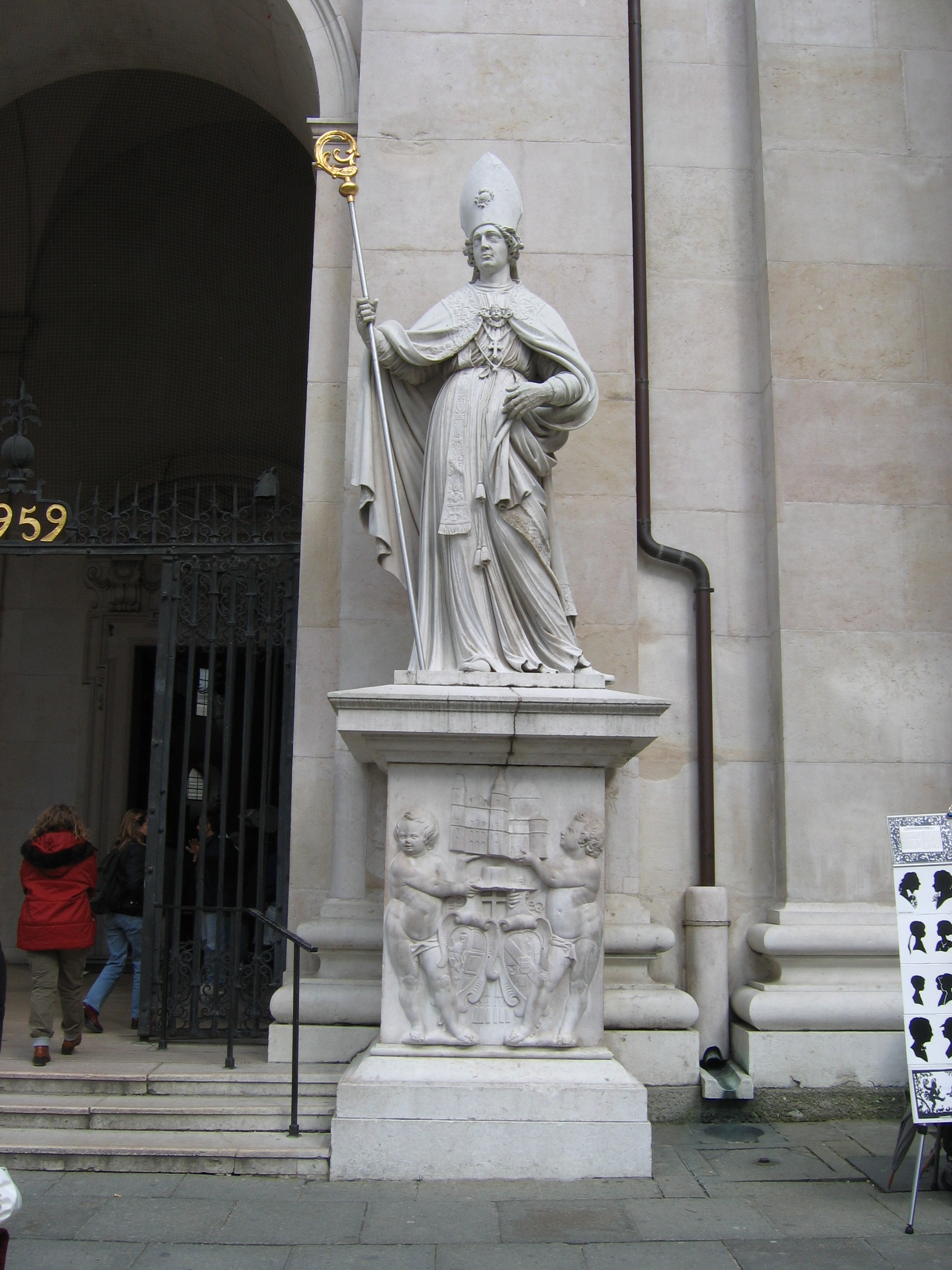
Statue des heiligen Virgil am Salzburger Dom

Virgil von Salzburg (* um 700 in Irland; † 27. November 784 in Salzburg) war ein universell bedeutender Gelehrter des Frühmittelalters, heiliger Bischof der Diözese Salzburg und Abt des Klosters Sankt Peter.

## Abstammung
Virgil stammte aus einer irischen adligen Familie, hieß dort Feirgil von Aghaboe und erhielt seine Ausbildung im Kloster Iona. Vielleicht stammte er aus dem königlichen Geschlecht Loegaire. Umstritten ist, ob er in das Kloster Aghaboe in der heutigen Grafschaft Laois (Irland) eintrat und mit dem dortigen Abt Feirgil identisch ist.
Mit zwei Gefährten ging er 743 als Missionar zum fränkischen Hausmeier Pippin III., der ihn 745 zu Herzog Odilo zu den Bajuwaren schickte.

## Wirken als Bischof
Bei seiner Ankunft in Salzburg konnte Virgil das Bistum noch nicht lenken, da er die Bischofsweihe noch nicht empfangen hatte. Für solche Aufgaben hatte er aus seiner irischen Heimat den Bischof Dobdagrecus mit nach Baiern gebracht, der das Bistum zwei Jahre führen sollte. Dobdagrecus übernahm, nachdem Virgil als Bischof eingesetzt war, die geistliche Leitung des Männerklosters Chiemsee.
Erst am 15. Juni 749 (oder 755) wurde Virgil, der bereits in der Diözese Salzburg tätig war, zum Bischof geweiht. Im selben Jahr wurde er Abt des Klosters Sankt Peter.
Wegen einer lateinischen Taufformel, die ein weniger gebildeter Priester etwas entstellt hatte, kam es zu einem Streit mit Bonifatius. Weil Virgil zudem die Antipodenlehre vertrat, wurde er der Ketzerei verdächtigt. In diesen Fällen entschied der Papst zwar nicht wirklich zu Virgils Gunsten, durch den Tod des Papstes gerieten die Fragen aber rasch in Vergessenheit.
Noch vor 767 sandte Virgil Modestus und Libellus zur Missionierung nach Karantanien, weswegen er auch Apostel Karantaniens bzw. Kärntens genannt wird. Gleichzeitig wurde dadurch das Diözesangebiet vergrößert. In diesem Zusammenhang waren vor allem drei Missionszentren bedeutsam: Maria Saal, Sankt Peter in Holz und St. Johann bei Knittelfeld.
In Salzburg ließ Virgil die erste Kathedrale bauen, die er am 24. September 774 (oder 784) dem heiligen Rupert von Salzburg weihte, dessen Gebeine er nach Salzburg überführen ließ. Nach fast vierzig Jahren im Bischofsamt starb Virgil am 27. November des Jahres 784 in Salzburg, er wurde im dortigen Dom bestattet.
Er wurde am 18. Juni 1233 heiliggesprochen. 1288 wurde ihm ein Altar im Salzburger Dom errichtet, wo er seither bestattet ist.

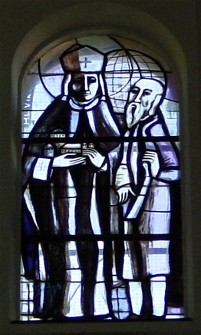
Kirchenfenster gestaltet von Martin Häusle in der Pfarrkirche Liesing

## Universalgelehrter
Virgil war ein bedeutender Gelehrter, wobei vor allem seine Kenntnisse in der Theologie, Philosophie, Geschichtsschreibung, Astronomie und Mathematik hervorstachen. Wegen seiner geografischen Kenntnisse besaß er den Beinamen Geometer.
Dem Wirken des heiligen Virgil verdankte Salzburg die erste kulturelle Blütezeit seit dem Untergang des Römischen Reiches. Virgil förderte das Kunsthandwerk durch Aufträge. Auf seine Anregung gehen auch das berühmte Verbrüderungsbuch von Sankt Peter und die Lebensbeschreibung des heiligen Korbinian zurück. Virgil verfasste verschiedene Schriften, wovon jedoch keine überliefert ist. Zu seinen Schriften zählte die Streitschrift Libellus Virgilii und vermutlich die Urfassung der Lebensbeschreibung des heiligen Rupert (Vita Ruperti).

## Gedenktag und Verehrung
Nach dem römisch-katholischen Regionalkalender für das deutsche Sprachgebiet wird er mit dem heiligen Rupert zusammen am 24. September gefeiert, in der übrigen römisch-katholischen Kirche und im Evangelischen Namenkalender ist sein Gedenktag am 27. November.
Patrozinien: Virgilius-von-Salzburg-Kirche
Die für den Gedenktag des Heiligen geltende Bauernregel lautet:
Friert es auf Virgilius, im Märzen Kälte kommen muss.

## Ikonografie
Er wird als Bischof mit einem doppeltürmigen romanischen Dom dargestellt und in Geburtsnöten angerufen.